# بلعرابي التجاني
بلعرابي التجاني (1943 - ) هو الشيخ سيدي علي التجاني بن سيدي محمد بن سيدي عمار بن سيدي علال بن سيدي احمد عمار بن سيدي محمد الحبيب، هو رجل دين مسلم جزائري، من أحفاد الشيخ احمد التجاني مؤسس الطريقة التيجانية، ولد بقرية عين ماضي الحالية بولاية الأغواط الجزائرية، وبها زاول دراسته الشرعية كعادة أبناء الزاوية.
يعد الخليفة العام للطريقة التجانية عبر العالم, 